# Star Goose!
Star Goose! is een computerspel dat werd uitgegeven door Logotron. Het spel kwam in 1988 uit voor de Commodore Amiga en Atari ST. Een jaar later volgde een release voor de DOS. Het is een actietype van het type shoot 'em up van acht levels. 
Het spel vindt plaats op een planeet met aliens. De speler speelt Scouser-Gitt die op elk level zes juwelen moet stelen. Het speel scrolt verticaal en herhaalt zichzelf oneindig, totdat de speler het level heeft gehaald of af is. Het voertuig van de speler is voorzien van een machinegeweer en aan weerskanten raketten. Er zijn drie soorten vijanden, namelijk: mijnen, voertuigen en raketinstallaties.
Het spel staat bekend om zijn muziek die gemaakt is door Fred Gray.

## Platforms
| Jaar | Platform        |
| ---- | --------------- |
| 1988 | Amiga, Atari ST |
| 1989 | DOS             |

## Ontvangst
| Beoordeeld door | Platform | Datum            | Score |
| --------------- | -------- | ---------------- | ----- |
| Power Play      | DOS      | mei 1989         | 71%   |
| Power Play      | Atari ST | oktober 1988     | 70%   |
| ST/Amiga Format | Atari ST | november 1988    | 68%   |
| The DOS Spirit  | DOS      | 18 november 2006 | 50%   |
| Zzap!           | Amiga    | december 1988    | 37%   |